# Tai Wai
Tai Wai (chiński: 大圍) – jedna ze stacji MTR, systemu szybkiej kolei w Hongkongu, na East Rail Line i Tuen Ma Line. Znajduje się w Tai Wai, w dystrykcie Sha Tin.
Stacja Tai Wai, zaprojektowana przez Aedas, stanie się kluczową stację Sha Tin to Central Link, będącą obecnie w budowie.
Stacja została otwarta 15 sierpnia 1983.